# Mata Vieux
Mata Vieux est un chanteur et musicien guinéen d'expression djallonké,. Il chante en djallonké, soso, peul et malinké,.

## Discographie

### Clips
- Kèmè san Fari[6];
- Pointima[7].
- Tchekoulena